# LIAZ
LIAZ (Liberecké automobilové závody) byl výrobce nákladních a speciálních vozů, který fungoval v letech 1951–2002 a jehož sídlo bylo oficiálně v Liberci, ale v sousedním Jablonci nad Nisou-Rýnovicích vznikl první výrobní závod. Po vymístění stávající výroby z Elektro Praga Rýnovice, Elektro Praga Mnichovo Hradiště, Rotexu v Liberci Hanychově, Pojizerských závodů bavlnářských v Loukově a dalších závodů v Mnichově Hradišti vznikly jednotlivé výrobní závody LIAZ. Zprvu náleželo jméno LIAZ pouze výrobním podnikům, zatímco vyráběná vozidla nesla značku Škoda (vycházela totiž z původní koncepce nákladních automobilů Škoda 706, jejichž výrobou LIAZ začínal). Až vozidla z počátku 70. let 20. století, která byla v LIAZu zkonstruována jako zcela nová, byla pojmenovaná po výrobci.
LIAZ nepřímo navazoval na výrobu automobilky Reichenberger Automobilfabrik (RAF), která fungovala v Liberci v letech 1907, v roce 1912 ji zakoupila a.s. Laurin & Klement a v roce 1916 přestěhovala její výrobní technologie do Mladé Boleslavi, aby liberecké výrobní prostory uvolnila textilním podnikatelům kvůli výrobě pro vojenské potřeby první světové války.

## Historie
Samotný národní podnik Liberecké automobilové závody (LIAZ) byl založen 1. ledna 1951 a tvořily ho závody v Rýnovicích, Mnichově Hradišti a Liberci. V průběhu dalších let koncern postupně rostl a zvyšoval počet zaměstnanců i produkci – v roce 1975 zaměstnával 11 000 pracovníků a vyrobil 13 600 užitkových automobilů (sklápěčů, tahačů, komunálních automobilů atd.).
Postupně se připojovaly nebo zakládaly další závody v Mělníku, Zvolenu, Velkém Krtíši, Přerově a Holýšově, a po vzniku oborového podniku od 1. 1. 1986 mu byli podřízeni i výrobce autobusů n.p. Karosa Vysoké Mýto, výrobce chladírenských návěsů n.p. Orličan Choceň nebo výrobce trolejbusů n.p. Škoda Ostrov nad Ohří. V té době se výrobky vyvážely do celého světa – kromě tradičních odběratelů ve střední a východní Evropě to byla i východní Asie, Latinská Amerika nebo některé arabské státy.
Koncem 80. let se v rámci záměrů RVHP měl LIAZ stát i jedním z výrobců plánovaného malého osobního automobilu, který měl pomoci řešit obrovský hlad po automobilech v tehdejších socialistických státech. V té době se podnik svými vozy účastnil i Rallye Dakar, kde budil zaslouženou pozornost a kde se umisťoval na předních pozicích – III. místo v roce 1987 a II. místo o rok později byly triumfem podniku a jeho řidiče Jiřího Moskala.
Po revoluci v roce 1989 a ekonomické transformaci zemí RVHP však LIAZ ztratil skoro všechna odbytiště a nedařilo se mu najít nová, prodeje a tedy i výroba postupně klesaly. Slovenské závody se odštěpily do samostatných podniků, v roce 1992 byl podnik částečně privatizován v kupónové privatizaci, největším vlastníkem ovšem zůstal stát. Privatizace byla dokončena v roce 1995, kdy majoritu získala Škoda Plzeň a změnila název podniku na Škoda Liaz a.s. Záchranný ekonomický program pro mateřský podnik přišel příliš pozdě a ani uvedení nové moderní řady Škoda 400 (obchodní označení Xena pro tahače a Fox pro komunální techniku) nepomohlo podniku k lepším výsledkům.
V roce 1998 byl na podnik prohlášen konkurs, ten byl po dvou týdnech zrušen. V roce 2000 podnik odkoupil slovenský Sipox Holding, který však neměl dostatek prostředků ani na financování výroby. V roce 2002 podnik definitivně zkrachoval a nejperspektivnější část závodu, motorárna v Rýnovicích, se přejmenovala na JAMOT a.s..
Na tradici LIAZu se později pokusila navázat společnost TEDOM, která vyráběla kogenerační jednotky často používající motory LIAZ řady M1.2, odkoupila zmíněnou motorárnu JAMOT včetně technické dokumentace a know-how výroby motorů. V roce 2006 vznikla společnost Tedom Truck, která zakoupila i veškerá práva na výrobu nákladních automobilů řady 300 a 400 včetně dokumentace, technologie a výrobních zařízení. Vyráběla vozy řady Fox a modernizovala vozy LIAZ, ale nepodařilo se sehnat dostatek zakázek a společnost vstupuje ke dni 1. ledna 2010 do likvidace. Tedom Truck tak vyrobil místo plánovaných 5 000 vozidel ročně celkově jen 19, z toho 9 vzniklo přestavbou vozů LIAZ.
Ochrannou známku LIAZ vlastní společnost AP Trust, součást holdingu Škoda.
Dne 22. prosince 2017 vznikla akciová společnost LIAZ TRUCKS a.s. Jediným akcionářem je holding CZECHOSLOVAK GROUP a.s., IČ: 034 72 302, který ovládá Jaroslav Strnad. CZECHOSLOVAK GROUP a.s. vlastní 65 % akcií společnosti TATRA TRUCKS. a.s., společně s PROMET TOOLS a.s., vlastnící 35 % akcií.

## Výrobní závody
- 01 – Rýnovice (resp. Jablonec nad Nisou) – v 50. letech začínal jako montážní závod autobusů Škoda 706 RO, později zde vznikla výzkumně-vývojová základna motorů a sídlilo zde i vedení celého podniku. Jediná výroba, která zde zůstala, byla výroba klasických stojatých motorů.
- 02 – Mnichovo Hradiště – finální montáž vozů, výzkumně-vývojová základna vozidel a výroba podvozkových dílů
- 03 – Liberec-Hanychov – výroba ležatých motorů (zejména pro autobusové a železniční aplikace) a předních a zadních náprav
- 04 – Liberec-Ostašov – slévárna šedých odlitků (od bloků motoru po vahadla ventilů)
- 05 – Mělník – výroba podvozkových rámů a vybraných dílů
- 06 – Zvolen (Slovensko) – montáž valníků a výroba vybraných dílů a valníkových plošin (po roce 1995 prodáno)
- 07 – Přerov – montáž tahačů
- 08 – Veľký Krtíš (Slovensko) – výroba motorů staršího typu RT, výroba spojovacích hřídelí
- 09 – Holýšov – výroba kabin řidiče (počátkem 90. let osamostatněn – SVA)
- 11 – SIZ Jablonec nad Nisou („stavebně-inženýrská základna“) – stavba jednoúčelových strojů, stavební výroba

## Vyráběné modely a řady

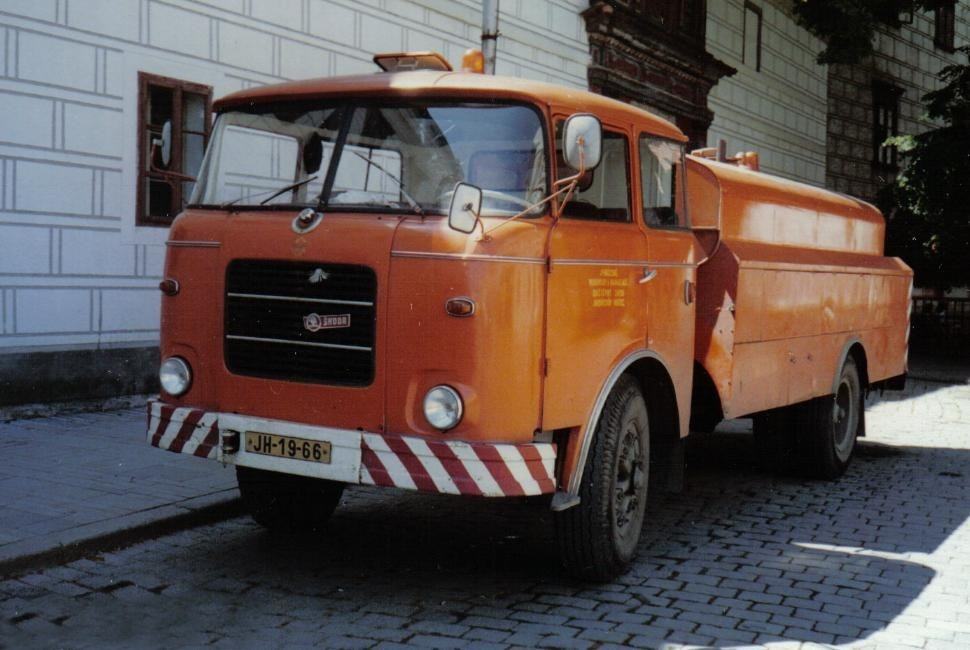
LIAZ – Škoda 706 RT

- Škoda 706 R – původní nákladní automobily, jediné s kapotovou kabinou
- Škoda 706 RT – první sériová nákladní škodovka s bezkapotovou trambusovou kabinou. Modernizovaná verze z konce 60. let se nazývala Škoda 706 MT („modernizovaný trambus“) a lišila se jinými motory, nápravami atd.
- Řada 100 – zcela nová typová řada ze začátku 70. let se od počátku potýkala s problémy v dodávkách technologií a do výroby se dostala s mnohaletým zpožděním. V 80. letech byla zmodernizována na řadu 110 (významným přínosem bylo zavedení sklopné kabiny) a později řadu 150.
- Řada 200 – rekonstruovaná řada 110 z 90. let
- Řada 300 – další výrazná modernizace řady 110, resp. 200
- Řada S – vyráběná v kooperaci s rakouským výrobcem Steyr (zejména kabiny)
- Řada FZ neboli Furman – slovenské nákladní automobily, převážně valníkového typu
- Řada 400 Xena a Fox – zcela nové nákladní automobily z konce 90. let, vyrobily se řádově desítky vozů

Několik příkladů vyráběných vozů (po kliknutí na název vozu budete přesměrování na fotku daného vozidla na serveru www.liaz.cz, nebo www.busportal.cz)
ŘADA R (1952–1958)
| název         | typ vozu       | nápravy | pohon | kabina             |
| ------------- | -------------- | ------- | ----- | ------------------ |
| ŠKODA 706 R   | valník         | 2       | 4x2   | krátká kapotová    |
| ŠKODA 706 RS  | sklápěč        | 2       | 4x2   | krátká kapotová    |
| ŠKODA 706 ROK | popelářský vůz | 2       | 4x2   | střední trambusová |

ŘADA RT (1956–1990)
| název          | typ vozu       | nápravy | pohon | kabina      |
| -------------- | -------------- | ------- | ----- | ----------- |
| ŠKODA 706 RT   | valník         | 2       | 4x2   | střední     |
| ŠKODA 706 RTTN | návěsový tahač | 2       | 4x2   | střední     |
| ŠKODA 706 RTS  | sklápěč        | 2       | 4x2   | střední     |
| ŠKODA 706 RTHP | hasičský vůz   | 2       | 4x4   | prodloužená |
| ŠKODA 706 RTD  | dlouhý valník  | 2       | 4x2   | střední     |

ŘADA MT (1965–1990)
| název               | typ vozu       | nápravy | pohon | kabina  |
| ------------------- | -------------- | ------- | ----- | ------- |
| ŠKODA LIAZ 706 MTC  | valník         | 2       | 4x2   | střední |
| ŠKODA LIAZ 706 MTTN | návěsový tahač | 2       | 4x2   | střední |
| ŠKODA LIAZ 706 MTSP | sklápěč        | 2       | 4x4   | krátká  |

ŘADA 100 (1974–2003)
| název             | typ vozu       | nápravy | pohon | kabina    |
| ----------------- | -------------- | ------- | ----- | --------- |
| ŠKODA LIAZ 100.47 | návěsový tahač | 2       | 4x2   | střední   |
| ŠKODA LIAZ 100.05 | valník         | 2       | 4x2   | střední   |
| LIAZ 111.054      | valník         | 2       | 4x4   | střední   |
| LIAZ 122.053      | valník         | 3       | 6x2   | střední   |
| LIAZ 151.261      | sklápěč        | 2       | 4x4   | krátká    |
| LIAZ 101.860      | hasičský vůz   | 2       | 4x4   | speciální |

ŘADA 200 (1990–1995)
| název        | typ vozu        | nápravy | pohon | kabina  |
| ------------ | --------------- | ------- | ----- | ------- |
| LIAZ 230.573 | návěsový tahač  | 2       | 4x2   | vysoká  |
| LIAZ 230.073 | valník          | 2       | 4x2   | vysoká  |
| LIAZ 250.261 | sklápěč         | 2       | 4x2   | krátká  |
| LIAZ 251.154 | vojenský valník | 2       | 4x4   | krátká  |
| LIAZ 232.471 | návěsový tahač  | 3       | 6x2   | střední |

ŘADA 300 (1992–2003)
| název                 | typ vozu          | nápravy | pohon | kabina       |
| --------------------- | ----------------- | ------- | ----- | ------------ |
| ŠKODA LIAZ 18.33 TBV  | návěsový tahač    | 2       | 4x2   | vysoká       |
| ŠKODA LIAZ 18.29 PB   | valník            | 2       | 4x2   | střední      |
| ŠKODA LIAZ 18.29 SA   | sklápěč           | 2       | 4x4   | krátká       |
| ŠKODA LIAZ 18.29 XA   | hasičský vůz      | 2       | 4x4   | speciální    |
| ŠKODA LIAZ 24.33 PZV  | valník            | 3       | 6x2   | vysoká       |
| ŠKODA LIAZ 24.23 KYV  | popelářský vůz    | 3       | 6x2   | střední      |
| ŠKODA LIAZ 29.33 SD   | sklápěč           | 3       | 6x4   | krátká       |
| ŠKODA LIAZ 29.33 SDA  | sklápěč           | 3       | 6x6   | krátká       |
| ŠKODA LIAZ 40.33 SC   | sklápěč           | 4       | 8x4   | krátká       |
| ŠKODA LIAZ 12.18 PB/S | rozvážkový valník | 2       | 4x2   | krátká Steyr |

ŘADA 400 (1996–2003)
| název      | typ vozu       | nápravy | pohon | kabina |
| ---------- | -------------- | ------- | ----- | ------ |
| ŠKODA Xena | návěsový tahač | 2       | 4x2   | vysoká |
| ŠKODA Fox  | sklápěč        | 2       | 4x2   | krátká |

TEDOM 400 (2006–2009)
| název         | typ vozu | nápravy | pohon | kabina |
| ------------- | -------- | ------- | ----- | ------ |
| TEDOM Fox     | sklápěč  | 2       | 4x4   | krátká |
| TEDOM Fox 6x4 | sklápěč  | 3       | 6x4   | krátká |

Firma Tedom vyráběla v letech 2006–2009 vozy řady 400 Fox vyvinuté v Liazu.

## Největší úspěchy značky LIAZ v motoristickém sportu
Rallye Dakar a další maratony (obrázky a více informací zde)
- 1985 – první tým český a z Východní bloku na Dakaru, posádka Jiří Moskal, Jaroslav Joklík, Radek Fencl dokončila jako 13. kamion, Josef Brzobohatý, Zdeněk Kovář (bez Alaina Gallanda) mimo klasifikaci
- 1985 – rallye Faraonů 2. v kategorii kamionů (1. nad 10 tun) Josef Brzobohatý, Zdeněk Kovář, Jean-Louis Hertier
- 1987 – 3. místo v rallye Dakar - 1. místo v kategorii sériových kamionů (Jiří Moskal, Jaroslav Joklík, Pavel Záleský)
- 1987 – 1. místo v rallye Jelcz (Jaroslav Joklík, Miroslav Krejsa, Josef Brzobohatý)
- 1988 – 2. místo v rallye Dakar (Jiří Moskal, František Vojtíšek, Pavel Záleský)
- 1988 – 1. místo v rallye Jelcz (Jaroslav Joklík, Ladislav Fajtl, Pavel Svoboda)
- 1992 – rallye Faraonů 2. v kategorii kamionů (1. nad 10 tun) Josef Kakrda, Jaroslav Joklík, Ladislav Fajtl
- 2009 – 1. místo v závodě Baja Spain
- 2009 – 2. místo v závodě Baja Hungaria
- 2010 - 4. místo v rallye Dakar (nejlepší český výsledek na jihoamerickém kontinentu) Martin Macík, Jan Bervic, Josef Kalina
- 2012 – 3. místo v rallye El Chott

Evropský pohár tahačů na okruzích (obrázky a více informací zde)
- 1987 – první český tým v Evropském poháru tahačů
- 1989 – 2. místo v EP kategorie A (vicemistr Evropy) – František Vojtíšek
- 1989 – 1. místo v mistrovství Velké Británie – František Vojtíšek
- 1990 – 2. místo v EP kategorie A (vicemistr Evropy) – František Vojtíšek
- 1990 – 1. místo v mistrovství Velké Británie – František Vojtíšek
- 1990 – 2. místo v závodě 24 hodin Le Mans tahačů – František Vojtíšek
- 1993 – 3. místo V EP kategorie B – František Vojtíšek
- 1994 – první český vůz v kategorii Super Race Truck – František Vojtíšek
- 1997 – 3. místo v EP kategorie Race Truck – František Vojtíšek

Mistrovství Evropy v trialu kamionů (Truck-Trial) (obrázky a více informací zde)
- 1991 – první český tým na mistrovství Evropy
- 1991 – 1. místo v kategorii P2, Kakrda – Král (mistři Evropy)
- 1992 – 1. místo v kategorii P2, Kakrda – Birke (mistři Evropy)
- 1993 – 1. místo v kategorii S3, Filip – Joklík (mistři Evropy)
- 1995 – 1. místo v kategorii P2, Filip – Záleský (mistři Evropy)